# Lyaskovets
Lyaskovets (en búlgaro: Лясковец) es una ciudad de Bulgaria en la provincia de Veliko Tarnovo.

## Geografía
Se encuentra a una altitud de 210 m s. n. m. a 232 km de la capital nacional, Sofía.

## Demografía
Según estimación 2012 contaba con una población de 8 523 habitantes.
|         | 2004  | 2005  | 2006  | 2007  | 2008  | 2009  | 2010  |
| Mujeres | 4 487 | 4 442 | 4 398 | 4 360 | 4 365 | 4 327 | 4 274 |
| Varones | 4 166 | 4 099 | 4 069 | 4 013 | 4 003 | 3 950 | 3 890 |
| Total   | 8 653 | 8 541 | 8 467 | 8 373 | 8 368 | 8 277 | 8164  |